# Cobija (Chile)
Koordinaten: 22° 33′ S, 70° 16′ W
Cobija (früher auch Lamar) ist heute eine Geisterstadt an der Pazifikküste in der Atacamawüste in dem südamerikanischen Anden-Staat Chile. Cobija liegt ca. 130 km nördlich von Antofagasta in der Región de Antofagasta.

## Geschichte
Cobija war nach seiner Gründung am 28. Dezember 1825 zunächst eine bolivianische Hafenstadt am Pazifik. Die bolivianische Regierung erkannte die Wichtigkeit des Hafens und investierte nach einem Dekret vom 17. Juli 1839 rund 30.000 Pesos in die maroden Hafenanlagen. 1842 begann Chile mit dem Export von Guano in der Gegend um Mejillones. Es kam immer wieder zu Grenzstreitigkeiten mit Bolivien. Am 10. August 1866 regelten Chile und Bolivien ihre Streitigkeiten in einem Grenzvertrag.
Cobija wurde im Jahr 1868 von einem Erdbeben stark zerstört. 1869 suchte eine Gelbfieberepidemie die Stadt heim. Nach erneuten schweren Zerstörungen durch einen Tsunami nach dem Erdbeben von Iquique im Jahr 1877 verlegten sich Handel und Verwaltung in die inzwischen entstandene Hafenstadt Antofagasta. 
Vor dem Salpeterkrieg (1879–1883) lebten etwa 15.000 Menschen rund um Cobija, davon über 90 Prozent Chilenen. Ein weiterer Vertrag im Jahre 1874 zur Grenzfrage und Steuerabgaben konnte allerdings eine kriegerische Auseinandersetzung nicht verhindern. Zur Finanzierung des Wiederaufbaus nach dem Seebeben von 1877 beschloss die bolivianische Regierung unter Präsident Hilarión Daza 1878 eine Sondersteuer von 10 Centavos auf jeden abgebauten Zentner Salpeter. Chile sah hierin einen Verstoß gegen die Abmachung von 1874. Die Chilenen weigerten sich die Steuer zu zahlen und wurden teilweise festgenommen bzw. ihr Besitz beschlagnahmt. Der Streit war der Anlass für den Salpeterkrieg.
Am 27. März 1879 fiel Cobija ohne nennenswerten Widerstand in chilenische Hand. Bolivien verlor seinen Zugang zum Pazifik. Nach dem Bau der Eisenbahnlinien aus dem bolivianischen Hochland nach Arica und Antofagasta Anfang des 20. Jahrhunderts versank Cobija in der Bedeutungslosigkeit.
In Erinnerung an den im Salpeterkrieg verlorenen Pazifikhafen wurde in Bolivien 1908 die Stadt Bahía in Cobija umbenannt.